# 意大利黑麦草
意大利黑麦草（学名：Lolium multiflorum）也称一年生黑麦草或多花黑麦草，起源于地中海地区，非洲、欧洲和西南亚地区都有分布。该种高度可达1至2米，在多种土壤中都能生长，是一种常见的人工牧草。